# شحم (سرده)
شحم، شُهر، پچیلوک (نام علمی: Leptadenia) نام یک سرده از زیرخانواده استبرق است.